# Tre sanger
Tre sanger (drie gezangen) is een compositie van Johan Kvandal. Hij schreef dit werk voor een dameskoor a capella maar van enige voorgeschiedenis en uitvoeringen is vrijwel niets bekend. De stemverdeling is 2 maal sopraan en 1 maal alt.
De drie driestemmige toonzettingen zijn:
1. Godmorgen (Goeiemorgen) op tekst van Henrik Wergeland
2. Sindets ro (Geestrust) op tekst van Ludvig Holberg
3. Stille (Rustig) op tekst van Einar Skjæraasen